# Ophiocordyceps ditmari
Ophiocordyceps ditmari är en svampart som tillhör divisionen sporsäcksvampar, och som först beskrevs av Lucien Quélet, och fick sitt nu gällande namn av G.H.Sung, J.M.Sung, Hywel-Jones och Joseph W. Spatafora. Ophiocordyceps ditmari ingår i släktet Ophiocordyceps, och familjen Ophiocordycipitaceae. Arten är reproducerande i Sverige.